# Norrvidinge distrikt
Norrvidinge distrikt är ett distrikt i Svalövs kommun och Skåne län. 
Distriktet ligger söder om Svalöv. 

## Tidigare administrativ tillhörighet
Distriktet inrättades 2016 och utgörs av socknen Norrvidinge i Svalövs kommun.
Området motsvarar den omfattning Norrvidinge församling hade vid årsskiftet 1999/2000.